# Christoph Eric Hack
Christoph Eric Hack (* 14. Oktober 1985 in Linz) ist ein österreichischer Schriftsteller und Historiker.

## Leben
Nach dem Tod seiner Eltern (sein Vater war der erfolgreiche österreichische Ringer Ernst Hack) im Jahr 1986, wuchs Christoph Eric Hack (auch Chris Eric Hack oder Chris Hack) bei seinen Großeltern in Leonding auf. Er hat nahe Verwandte in Kanada und den USA, wo er viel Zeit verbringt und er sich die Inspiration für seine Kunst holt. Christoph Eric Hack ist mit seiner Jugendfreundin verheiratet und lebt in Linz.

## Schriftsteller
Bei einem Interview anlässlich einer Lesung im Stifterhaus in Linz im Jahr 2015 schilderte Chris Hack, wie er im Alter von 12 Jahren erste Gedichte und Kurzgeschichten schrieb. Erstmals für Aufsehen sorgte Hack 2004 – als 19-Jähriger – beim Floriana (Literaturpreis), als er zum Thema zu/über/und Wasser, Feuer Lust anstatt seines von der Jury favorisierten Textes eine Rede hielt, in der er jede Form von literarischem Wettbewerben ablehnte. Texte seien keine Rennpferde, ein Schriftsteller kein Jockey und schon gar kein Gladiator. Kunst sei nicht vergleichbar und beurteilbar, und jeder, der dies dennoch versuchen würde, würde von Kunst nichts verstehen. In einem Interview im Jahr 2016 meinte er gar, dass Literaturwettbewerbe aus Schriftstellern „gierige Saubauern“ machen würden, die „vor den Biennalen ihre Texte durchwühlen, um das prächtigste Rennschwein im Stall zu finden“. Hack lehnte bislang jede weitere Teilnahme an Literaturwettbewerben ab.
2006 traf er den Verleger Dietmar Ehrenreich, der ihn sofort unter Vertrag nahm, und bis zu dessen Tod im Jahr 2016 sein Förderer blieb.
2008 erschien so in Ehrenreichs Resistenz Verlag Hacks erster Roman Geschichten aus dem Kürnbergwald, gekürzt. 2013 konnte er mit Das Geheimnis der Wolfstigerhunde an den Erfolg seines ersten Romans anschließen; 2017 veröffentlichte er mit Blue River Blues seinen bislang letzten, von Kritikern hoch gelobten Roman.

## Historiker
Christoph Eric Hack studierte an der Universität Graz Geschichte. 2010 reichte er zum Thema Nationalsozialistische Kontinuitäten in Linz/Donau 1945-50 seine Diplomarbeit ein; 2013 erschien die Dissertation Alpiner Skisport und die Erfindung der österreichischen Nation 1945–1964, womit er den akademischen Grad eines Doktor der Philosophie erlangte. Auf dem Gebiet der historic sport studies zählt Hack zu den meistzitierten Wissenschaftlern Europas. Immer wieder steht er als Experte für Zeitschriften, Radio- und Fernsehsendungen zur Verfügung.

## Einfluss
Hacks Werke werden von vielen Künstlerinnen und Künstlern als Inspirationsquelle angeführt. So nannten ihn etwa die Band Wanda, die Malerin Anna Steinhäusler und der Singer/Songwriter Voodoo Jürgens als wichtigen Einfluss.

## Werke
- Geschichten aus dem Kürnbergwald, gekürzt. Wien/Linz 2008. ISBN 3-85285-175-0.
- Nationalsozialistische Kontinuitäten in Linz/Donau 1945-50. Graz 2010. Diplomarbeit.
- Emissionszertifikate. Stuttgart/München 2010. ISBN 3-415-04290-1.
- Das Geheimnis der Wolfstigerhunde. Wien/Linz 2013. ISBN 3-85285-238-2.
- Alpiner Skisport und die Erfindung der österreichischen Nation 1945-64. Wien/Graz 2013. Dissertation.
- Blue River Blues. Wien/Linz 2017. Als E-Book bei Amazon erhältlich.

## Auszeichnungen
- Kulturmedaille der Stadt Linz 2013.
- Cultural Ambassador of New Orleans, Louisiana 2017.
- Kulturmedaille des Landes Oberösterreich 2017.